# Rodrigo Stalteri
Lucas Rodrigo Stalteri (Buenos Aires, 7 novembre 1975) è un ex calciatore argentino, di ruolo attaccante.

## Biografia
Ha anche il passaporto italiano. È inoltre uno dei pochi giocatori ad aver giocato in tutte le categorie del calcio argentino (dalla quinta alla prima divisione), segnandovi in totale 87 reti.

## Carriera
Inizia la carriera con l'Atletico Lugano, con cui nella stagione 1995-1996 realizza 6 reti in 19 presenze nella quinta divisione argentina; nel 1996 viene ceduto al Talleres (C), con cui nella stagione 1996-1997 realizza 3 reti in 20 presenze in terza divisione. A fine anno sale nuovamente di categoria, venendo acquistato dall'Atlanta, formazione della seconda divisione argentina, con la quale tra il 1998 ed il 1999 realizza in totale 7 reti in 17 presenze in questo campionato. Milita nella seconda divisione del suo Paese natale anche nella stagione 1999-2000, nella quale segna 10 gol in 27 presenze con la maglia del Tigre.
Dopo questa stagione chiusa in doppia cifra sale in prima divisione, nelle file del Almagro, con cui rimane fino al gennaio del 2001 segnando in tutto 3 gol in 17 presenze nella massima serie argentina: in seguito a queste prestazioni si trasferisce in Europa, firmando un contratto con gli spagnoli del Real Murcia, con cui rimane fino al termine della stagione 2000-2001, nella seconda divisione iberica. Lascia la Spagna nell'estate del 2001 per poi, dopo una breve parentesi in Serie D al Bitonto, trasferirsi in Cile, al Cobresal, con cui rimane fino al 2002 segnando in tutto 5 gol in 10 presenze nella prima divisione cilena, grazie ai quali è il miglior marcatore stagionale della sua squadra. Sempre nel 2002 veste poi la maglia del Dep. Español, formazione neopromossa nella seconda divisione argentina, con la quale segna 2 gol in 10 partite. Gioca in questa categoria anche l'anno seguente, nel quale realizza in totale 4 reti in 15 apparizioni con la maglia del Defensa y Justicia.
Nel 2003 torna in Europa, trasferendosi in Italia all'Ancona neopromosso in Serie A; fa parte della rosa dei dorici nella prima parte della stagione 2003-2004, nella quale non gioca nessuna partita: viene poi ceduto al Taranto, con cui conclude l'annata giocando 3 partite nel campionato di Serie C1. Rimane in Italia anche nella stagione 2004-2005, nella quale prende parte al campionato di Serie D con la maglia della Centese. Lasciata la squadra emiliana va a giocare ad El Salvador al Chalatenango, con cui milita per una stagione nella massima serie locale. Nel 2006 torna per un breve periodo in patria all'Unión (SF), con cui gioca 3 partite senza mai segnare nella seconda divisione argentina. L'anno seguente gioca invece in terza divisione al Temperley, con cui mette a segno 14 gol in 41 incontri nell'arco di una stagione e mezzo; nella stagione 2007-2008 gioca invece all'All Boys, con cui segna 2 gol in 18 presenze contribuendo così alla vittoria della Primera B Metropolitana, con conseguente promozione in seconda divisione.
Nell'estate del 2008 torna in Italia, nei dilettanti dell'Ospedaletti Sanremo, con cui nella stagione 2008-2009 gioca nel campionato ligure di Promozione vincendolo ed ottenendo quindi la promozione in Eccellenza; in questa stagione segna 2 gol. A fine anno lascia la squadra per fare nuovamente ritorno in patria, dove gioca in terza divisione al San Martín de Mendoza. Nel gennaio del 2011 torna per la quarta volta in carriera in Italia, giocando fino al termine della stagione 2010-2011 con la maglia del Manduria nel campionato pugliese di Eccellenza. Sempre nel 2011 veste anche la maglia del Sacachispas, con cui segna 5 gol in 16 partite nella quarta divisione argentina.

## Palmarès

### Club

#### Competizioni nazionali
- Primera B Metropolitana: 1

All Boys: 2007-2008

#### Competizioni regionali
- Promozione: 1

Ospedaletti Sanremo: 2008-2009